# Patrioten (1892)
Patrioten  dagstidning, med den fullständiga titeln Patrioten för ditt eget, din familjs och fosterlandets väl Organ för Sverige icke-socialistiska arbetare, gavs ut från 1 november 1892 till 14 februari 1903 i Stockholm. Utgivningsperioden är osäker då bevarandet av tidningarna är dåligt.

## Redaktion
Utgiven  och redigerad av Per August Skarin, som 10 december 1892 erhöll utgivningsbevis. Redaktionsort var hela tiden Stockholm med Per August Skarin som redaktör och ansvarig utgivare. Det var en fosterländsk dagstidning och undertiteln Organ för Sveriges icke-socialistiska arbetare talar om att tidningen var antisocialistisk.
| Period                | Ansvarig utgivare | Redaktör  | Redaktör     |
| 1901-01-05–1903-02-14 | Skarin, Aug.      | 1892-1903 | Skarin, Aug. |

## Tryckning
Tidningen trycktes hos Nya boktryckeriaktiebolaget i Stockholm den 1 december och 17 december 1892 och därefter hos Nya boktryckeriaktiebolaget. 1901–1903 trycktes tidningen på Segergrens boktryckeri i Stockholm. Tryckeri 1893–1900 finns inga uppgifter om. Tidningen trycktes bara i svart med antikva som typsnitt. Satsytan 48–49 cm x 31 cm med fyra sidor. Priset var 50 öre för 1892 och 2 kr. 20 öre för 1893. 1901–1903 kostade tidningen 4 kronor. Tidningen publicerades en gång i veckan 1892-1893 med fyra sidor i folioformat med 3 spalter. 1901 till 1903 kom tidningen ut en gång i veckan på lördagar.

## Bevarande
Enligt B Lundstedt Sveriges periodiska litteratur publicerades bara 3 nummer 1892 och 13 nummer 1893. Kommentar i Nya Lundstedt på Kungliga biblioteket: På KB finns 1892-11-01 till 1893-04-15 och sedan ett glapp till 1898-04-16–11-26, 1899-03-18–04-01, 1901-01-05–04-27, 1902-01-11–04-19, 1903-01-15–02-14. Numret från 1898-04-16 är betecknat med nr 1.